# 肯塔基及弗吉尼亚决议案
肯塔基及弗吉尼亚决议案是弗吉尼亚州和肯塔基州议会为抗议联邦政府的《客籍法和镇压叛乱法》而通过的议案。《弗吉尼亚决议案》由詹姆斯·麦迪逊起草，1798年12月24日州议会通过。《肯塔基决议案》由副总统杰弗逊起草，布雷肯里奇提出，1798年11月16日州议会通过。